# Tammapul

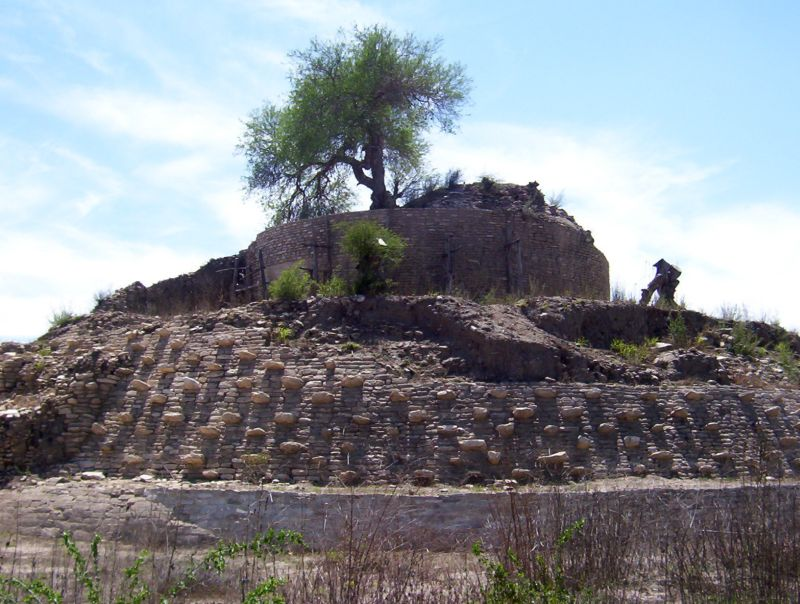
Pirámide de Tula

Tammapul es un sitio arqueológico en Tamaulipas, México, cuyo nombre en huasteco significa "lugar de nieblas". Se ubica a 8 kilómetros al sureste de Cd. Tula a orillas de la laguna de Tula. La antigüedad de este sitio data de entre los años 600 y 900 d. C. Aunque solía atribuirse a la cultura huasteca, estudios recientes relacionan este lugar con culturas de la región central del estado de San Luis Potosí.
Su característica principal es una construcción llamada "Cuizillo", comúnmente conocida como "pirámide de Tula". Este edificio circular tiene una altura 12 metros de altura y consta de tres plantas sobrepuestas. La base mide 41 metros de diámetro y está construida con piedra tallada y pulida. El segundo nivel se caracteriza por tener piedras insertadas en el edificio que se proyectan hacia el exterior. El centro o núcleo es un cuerpo cilíndrico elaborado con piedra caliza. No se conocen construcciones similares en Mesoamérica.
Tammapul aparece en el mapa de la Huasteca elaborado en 1570 y publicado por Abraham Ortelius. Toribio de la Torre describió el lugar en 1847 en su texto Descripción del gran cúe de Tula, Tamaulipas. En 1950 el historiador potosino Joaquín Meade visitó esta región. En 1980 el historiador Octavio Herrera Pérez, en conjunto con los miembros del Ejido La Laguna, donde se encuentra este monumento, lo aterraron y cercaron con alambre de púas, para prevenir los saqueos de los que era objeto. En años recientes, investigadores del Instituto Nacional de Antropología e Historia continúan realizando exploraciones en el sitio.